# Équipe de république d'Irlande féminine de football des moins de 19 ans
Cet article traite de l'équipe féminine. Pour l'équipe masculine, voir Équipe de république d'Irlande des moins de 19 ans de football.
Ne doit pas être confondu avec Équipe d'Irlande du Nord féminine de football des moins de 19 ans.
Maillots
L’équipe d'Irlande féminine de football des moins de 19 ans est constituée par une sélection des meilleures joueuses irlandaises de moins de 19 ans sous l'égide de la Fédération d'Irlande de football. L'équipe dispute les compétitions qualificatives pour le Championnat d'Europe féminin de football des moins de 19 ans et la Coupe du monde féminine de football des moins de 20 ans. Si elle s'est déjà qualifiée pour la finale du championnat d'Europe, c'était en 2014, elle n'a jamais réussi à se qualifier pour la coupe du monde de sa catégorie.

## Histoire
L'équipe des moins de 19 ans se qualifient en 2014 pour la phase finale du championnat d'Europe féminin. L'équipe perd en demi-finale contre les Pays-Bas sur le score de 4 buts à 0, future vainqueur de la compétition.

## Parcours

### Parcours en Championnat d'Europe
- 1998 : Non qualifiée
- 1999 : Non qualifiée
- 2000 : Non qualifiée
- 2001 : Non qualifiée
- 2002 : Non qualifiée
- 2003 : Non qualifiée
- 2004 : Non qualifiée
- 2005 : Non qualifiée
- 2006 : Non qualifiée
- 2007 : Non qualifiée
- 2008 : Non qualifiée
- 2009 : Non qualifiée
- 2010 : Non qualifiée
- 2011 : Non qualifiée
- 2012 : Non qualifiée
- 2013 : Non qualifiée
- 2014 :  Demi-finaliste
- 2015 : Non qualifiée
- 2016 : Non qualifiée
- 2017 : Non qualifiée
- 2018 : Non qualifiée
- 2019 : Non qualifiée
- 2020 - 2021 : Editions annulées
- 2022 : Non qualifiée
- 2023 : Non qualifiée
- 2024 : Phase de groupes